# .mil
.mil (от англ. military — военный) — общий домен верхнего уровня для военных организаций США. Спонсирующая организация — DoD Network Information Center. Сервис для регистрации — DoD NIC Registry Services.